# Eric Wood
(en) Statistiques sur pro-football-reference
Eric Wood, né le 18 mars 1986 à Cincinnati en Ohio, est un joueur américain de football américain qui évoluait au poste de centre dans la National Football League (NFL).
Il a joué  pour la franchise des Bills de Buffalo tout au long de sa carrière (2009-2017)
Il a été sélectionné au Pro Bowl en 2015.
Depuis 2019, il est commentateur sportif pour la Buffalo Bills Radio Network.

## Biographie

### Jeunesse
Wood fréquente le lycée Elder à Cincinnati en Ohio, où il joue au football américain au poste d'offensive tackle et d'offensive guard. Son équipe a un bilan de 28 victoires et 2 défaites lors de ses deux dernières saisons, incluant deux titres de champions d'état consécutifs. Après avoir joué au poste de tight end lors de son année junior, Wood commence les 15 matchs au poste d'offensive tackle lors de son année senior.
Considéré comme un espoir deux étoiles par Rivals.com et Scout.com,, il choisit de jouer avec les Cardinals de Louisville plutôt que de jouer avec Bowling Green, l'Ohio, Cincinnati, l'Indiana et Columbia.

### Carrière universitaire
Après avoir redshirt sa saison initiale, Wood commence tous les 12 matchs de la saison 2005 avec les Cardinals de Louisville. Wood reste titulaire au poste de centre à Louisville lors de ses saisons sophomore et junior, en y commençant respectivement 13 et 12 matchs. Emmenés par le quarterback Brian Brohm, l'attaque des Cardinals en 2007 se classe sixième de la NCAA avec une moyenne de 488 yards gagnés par match. Wood termine sa carrière universitaire avec 49 matchs consécutifs au centre, la deuxième plus longue séquence de matchs consécutifs de l'histoire de l'université, Travis Leffew détenant le record avec 51 matchs consécutifs (2002 à 2005). 

### Carrière professionnelle

#### Draft de la NFL
Avec Alex Mack, il est considéré comme l'un des meilleurs centres disponibles de la draft 2009 de la NFL.  Il est comparé à Brad Meester (en) par The Sporting News, mais son instinct sur le terrain est comparé à celui d'anciens centres de la NFL comme Mike Webster des Steelers de Pittsburgh et Tim Grunhard (en) des Chiefs de Kansas City.
Il est sélectionné en 28e choix global lors du premier tour de la draft 2009 par les Bills de Buffalo, lesquels avaient acquis ce choix à la suite d'un échange qui a envoyé Jason Peters au Eagles de Philadelphie.  Alex Mack ayant été sélectionné en 21e choix par les Browns de Cleveland, ils sont donc deux centres à avoir été sélectionnés lors d'un premier tour de draft, ce qui n'était plus arrivé depuis celle de 983 avec les sélections de Dave Rimington (en) et Don Mosebar (en).

#### Bills de Buffalo

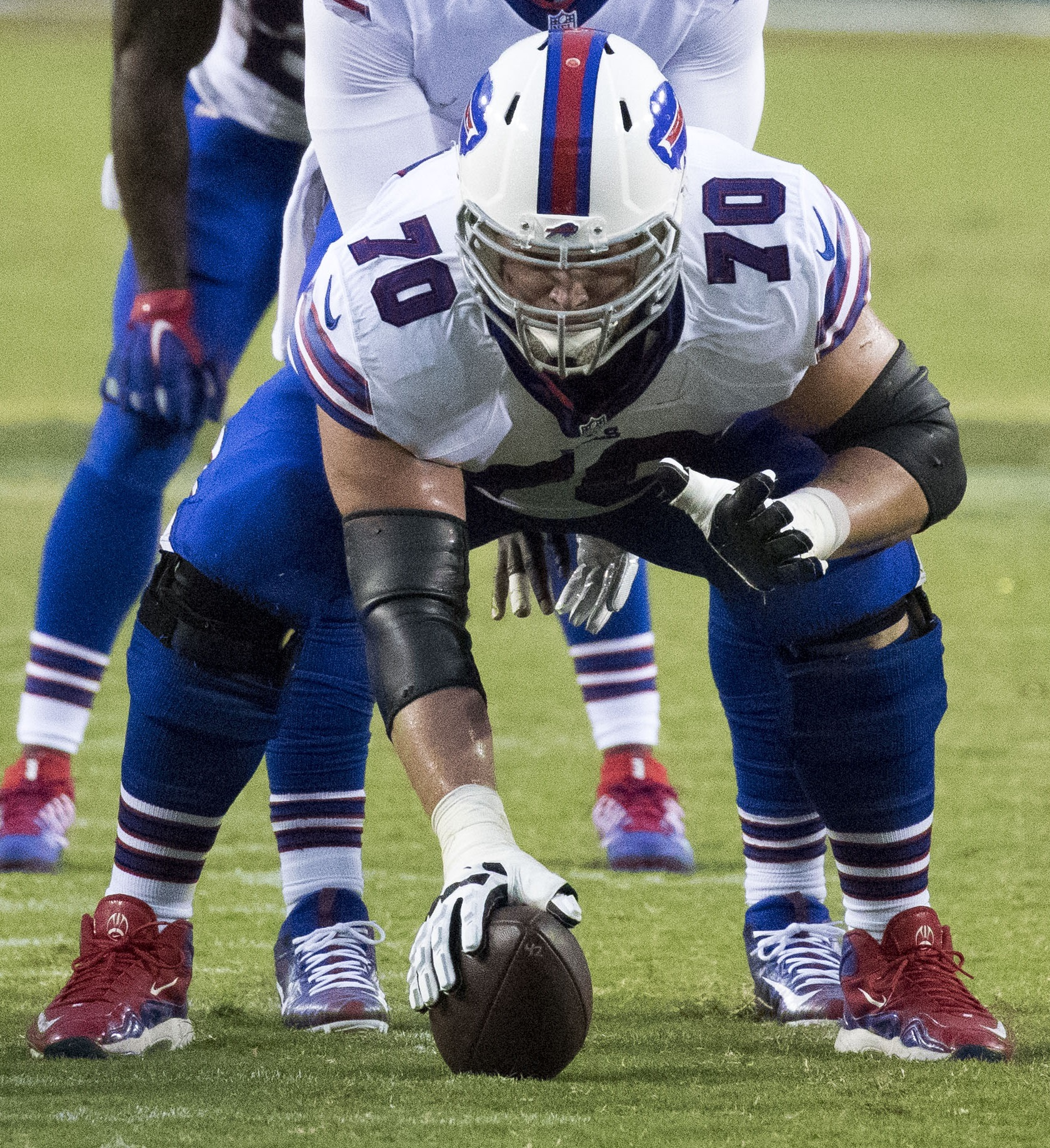
Eric Wood en 2016

Lors de sa saison rookie, il joue au poste d'offensive guard rejoignant la jeune ligne offensive de Buffalo comprenant un autre joueur titulaire débutant, Andy Levitre, sélectionné lors du deuxième tour de la draft 2009. Le 28 juillet 2009, il signe un contrat de 5 ans avec les Bills.
Wood devient immédiatement l'offensive guard droit titulaire des Bills avec Geoff Hangartner au centre et Levitre en right guard. Le 22 novembre 2009, il se fracture le tibia et le fibula lors du quatrième quart temps (défaite 15 à 18 contre les Jaguars de Jacksonville), après que le defensive tackle Montavious Stanley ait percuté sa jambe. Wood se fait opérer à Jacksonville et rate le reste de la saison 2009. 
Par la suite, il dispute 14 matchs lors de la saison 2010, ne ratant que ceux joués contre les Steelers et les Vikings à la suite d'une blessure à la cheville.
En 2011, Geoff Hangartner se fait libérer par l'équipe et il rejoint son équipe d'origine, les Panthers de la Caroline. À ma suite de ce départ, Wood change de position et devient titulaire au poste de centre, Kraig Urbik prennant le poste de garde droit.
Le 26 août 2017, il signe une extension de contrat de 2 ans pour une valeur de 16 millions de dollars avec les Bills.
Après la saison 2017, il annonce sa retraite en raison d'une blessure au cou. Le 31 mai 2018, il est libéré par les Bills.

### Après-carrière
En septembre 2018, il signe en tant que journaliste avec The Athletic. Il remplace Mark Kelso en tant que commentateur sportif pour le Buffalo Bills Radio Network en 2019. Wood décide de ne pas être commentateur sportif pendant la saison 2020 en raison de complications avec la COVID-19 mais reprend en 2021. En octobre 2022, il sort un livre intitulé Tackle What's Next.

### Vie privée
Wood est chrétien et est marié à Leslie Wood. De cette union sont nés une fille et un garçon.
Wood a créé The Evan Wood Fund pour l'Hôpital d'enfants John R. Oishei (en). La fondation a été nommée en l'honneur de son frère Evan Wood qui avait une paralysie cérébrale et qui en est décédé à l'âge de 11 ans,.
Il est membre de la Kids Cancer Alliance.

## Palmarès

### Universitaire
- 2005 : Sélectionné dans la première équipe des freshman de la NCAA Div I FBS ;
- 2006 : Sélectionné dans la deuxième équipe de la Big East Conference ;
- Vainqueur de l'Orange Bowl 2006 ;
- 2007 : Sélectionné dans la première équipe de la Big East Conference ;
- 2008 : Sélectionné dans la première équipe de la Big East Conference.

### NFL
- 2015 : Sélectionné au Pro Bowl 2016.